# Steffenberg
Steffenberg település Németországban, Hessen tartományban. Lakosainak száma 4027 fő (2023. december 31.).

## Népesség
A település népességének változása:
| Lakosok száma | 4001 | 3976 | 3979 | 4052 | 4027 |
|               | 2017 | 2019 | 2021 | 2022 | 2023 |